# Sportseeschifferzeugnis
Das Sportseeschifferzeugnis war ein amtliches nautisches Befähigungszeugnis, das zum gewerblichen Führen von Sportbooten auf Seegebieten bis zu einem Abstand von 30 Seemeilen von der Küste berechtigte. Der Sporthochseeschifferzeugnis konnte im Gegensatz zum ähnlichen BK-Schein des Deutschen Segler-Verbands wie das Sporthochseeschifferzeugnis nur an Seefahrtsschulen erworben werden.
Das Sportseeschifferzeugnis wurde am 1. Januar 1994 durch den Sportseeschifferschein ersetzt. Um das Sportseeschifferzeugnis auf den Sportseeschifferschein umschreiben zu lassen, ist der Besitz des Sportbootführerscheins See notwendig und es muss eine praktische Prüfung abgelegt werden. Vor der praktischen Prüfung ist bei der Antriebsart Motor 500 Seemeilen, bei der Antriebsart Segel 300 Seemeilen Erfahrungsseefahrtszeit mit der jeweiligen Antriebsart erforderlich.